# Sloeber (bier)
Sloeber is een Belgisch bier. Het bier wordt gebrouwen door Brouwerij Roman te Oudenaarde.
Het is een blond bier van hoge gisting met een alcoholpercentage van 7,5% en werd gelanceerd in 1983. Voor de brouwerij was dit het eerste bier van hoge gisting met hergisting op de fles.